# Þorsteinn Valdimarsson
Þorsteinn Valdimarsson (* 1918 in der Gegend des Vopnafjörður, Island; † 1977 in Reykjavík, Island) war  ein isländischer Dichter.

## Familie und Herkunft
Der Lyriker Þorsteinn Valdimarsson wurde 1918 auf dem Hof Brunahvammi am Vopnafjörður in Ostisland geboren. Seine Eltern waren Valdimar Jóhannesson und dessen Ehefrau Guðfinna Þorsteinsdóttir, die selbst unter dem Künstlernamen Erla als Lyrikerin bekannt war.

## Lebenslauf
Als Kind zog Þorsteinn Valdimarsson mit seinen Eltern mehrfach in der Gegend des Vopnafjörður um. Die Eltern ließen sich schließlich auf dem Hof Teigur im Hofsárdalur, dem Tal des berühmten Lachsflusses Hofsá í Vopnafirði, nieder. Der Hof der Eltern war der Nachbarhof von Bustarfell, welches heute ein Freilichtmuseum ist.
Dort wuchs der Junge bei seinen Eltern auf und musste früh in Haus und Hof helfen, da er das älteste von 9 Kindern war.
Da er aber auch schon früh Begabung zum Lernen zeigte, ermöglichte man ihm zunächst den Besuch des Realgymnasiums (Gagnfræðaskóli) in Akureyri und dann des Gymnasiums Menntaskólinn í Reykjavík, wo er 1939 den Schulbesuch mit dem Abitur abschloss.
Anschließend ging  Þorsteinn für ein Jahr die Hochschule in Reykjavík, Háskóli Íslands und war in Medizin eingeschrieben. Dieses Studienfach lag ihm aber nicht und er brach dieses Studium nach einem Jahr ab, um zu evangelischer Theologie zu wechseln, worin er 1946 seinen Abschluss machte.
Nach drei Jahren im Ausland kehrte er nach Island zurück und wandte sich dem Lehrfach zu. Er unterrichtete in verschiedenen Schulen in Reykjavík, auch in der Seemannsschule.
Politisch engagierte er sich zeitweilige gegen Islands Zugehörigkeit zur NATO.
Der Dichter hatte kein sehr langes Leben und starb 1977.

## Der Künstler
Als Künstler erwies er sich als Mehrfachbegabung und u. a. als sehr guter Musiker. Gleichzeitig mit dem Studium in Reykjavík besuchte er das Konservatorium mit den Fächern Klavier und Orgel, komponierte auch  nebenbei.
Diese Interessen bewogen ihn nach abgeschlossenem Studium zu längeren Auslandsaufenthalten in Wien und Leipzig.
Dort studierte er auch deutsche Literaturwissenschaft.
Von jungen Jahren an hatte sich Þorsteinn selbst schon mit Lyrik beschäftigt und sein erster Gedichtband Villta vor war 1942 herausgekommen. Seine Werke erschienen oft zunächst in Zeitungen und Zeitschriften, aber auch zahlreiche weitere Gedichtbände folgten, sowie Übersetzungen und Texte etwa für Musicals.
Themen waren die Natur seiner Heimat, aber auch die von ihm besuchten Länder.
Er liebte die witzigen Limericks und führte sie als Gedichtform in Island ein. In einem davon parodiert er den Walzertext des Donauwalzers.
(...)
hún er auðvitað grá,
en alls ekki blá (...)

(dt.: "Nun war die Donau in der Vergangenheit so blau/ (...), /sie ist natürlich grau,/ ganz und gar nicht blau (...)")